# Ван Зант, Рональд
Рональд Уэйн (Ронни) Ван Зант (англ. Ronald Wayne «Ronnie» Van Zant; 15 января 1948, Джэксонвилл, Флорида, США — 20 октября 1977, Гилсберг, Миссисипи, США) — американский музыкант, прежде всего известный как вокалист, основной автор песен и один из основателей группы Lynyrd Skynyrd, исполнявшей южный рок, в которой он пел с 1964 года до момента гибели в 1977. Он являлся старшим братом основателя и вокалиста другой «южной» группы 38 Special, Донни Ван Занта, и нынешнего фронтмена группы Lynyrd Skynyrd, Джонни Ван Занта.

## Биография
Ронни Ван Зант родился 15 января 1948 года в Госпитале Сент-Винсент в Джэксонвилле, штат Флорида, в семье Лэси (1915—2004) и Мэрион (1929—2000) Ван Зантов. Перед тем как окончательно найти своё призвание в музыке, Ронни пробовал себя в различных профессиях. Особенно его интересовали бокс (Мохаммед Али был его кумиром) и профессиональный бейсбол. Также ему в голову приходила мысль стать гонщиком NASCAR. По поводу чего он заявлял, что собирается стать самым известным выходцем из Джексонвилла после гонщика Лироя Ярброфа.

### Lynyrd Skynyrd
В начале 1964 года Ронни услышал, что его одноклассниками по школе Lakeshore Junior High создали группу, которой требуется вокалист. Он предложил свою кандидатуру и был принят в новоиспечённую группу, названную Us. Вскоре после первого концерта Us, он встречает гитаристов Аллена Коллинса и Гари Россингтона, а также барабанщика Боба Бёрнса, с которыми решает создать группу. К группе присоединяется басист Ларри Янстром, и группа приступает к репетициям в гараже или комнате Аллена Коллинса. Ронни, хотя в детстве и проводил время, играя на гитаре и фортепиано отца, к моменту образования группы решил сосредоточиться на вокале.
Музыканты никак не могли выбрать название для группы, перебрав такие варианты как My Backyard и The Noble Five, пока через несколько лет не остановились на Lynyrd Skynyrd. Название Lynyrd Skynyrd было выбрано в качестве насмешки над их школьным учителем физкультуры Леонардом Скиннером, который придирался к ребятам за их длинные волосы.
Национальная популярность Skynyrd началась в 1973 года, после выпуска дебютного альбома (Pronounced 'Lĕh-'nérd 'Skin-'nérd), который включал такие хиты как «I Ain’t the One», «Tuesday’s Gone», «Gimme Three Steps», «Simple Man», а также magnum opus группы — песню «Free Bird», которая позже была посвящена памяти гитариста The Allman Brothers Band, Дуэйна Оллмена, разбившегося на мотоцикле в 1971 году.
Ещё большую популярность группе принёсла песня «Sweet Home Alabama», выпущенная на втором альбоме Second Helping и ставшая их крупнейшим хитом. «Sweet Home Alabama» была написана в качестве ответной реакции на песни Нила Янга «Alabama» и «Southern Man», в которых канадский музыкант корил консерватизм и расистские настроения жителей южных штатов. В дальнейшем, отношения между Skynyrd и Янгом наладились, о чём говорит песня Янга «Powderfinger», выпущенная на его альбоме 1979 года Rust Never Sleeps, и обложка линардского альбома Street Survivors, на которой Ван Зант запечатлён в футболке с изображением альбома Янга Tonight's the Night.

### Гибель
20 октября 1977 года самолёт Convair CV-300 техасской авиакомпании L & J Company of Addison, следовавший из Гринвилла (Южная Каролина) в Батон-Руж (Луизиана), потерпел крушение под городом Гилсберг (Миссисипи). Ван Зант погиб при ударе, после того как самолет врезался в дерево, во время попытки аварийной посадки. Коллеги по группе Стив Гейнс и Кэсси Гейнс также погибли. Оставшиеся члены группы выжили, но получили серьезные ранения. По словам бывшего товарища по группе Артимуса Пайла и членов семьи, Ронни часто говорил о смерти. Пайл вспоминал время, когда Lynyrd Skynyrd были в Японии: «Ронни и я были в Токио и он сказал мне, что не доживет до тридцати. Я ответил: Ронни, не говори так! Но, по-видимому, он просто знал, что это его судьба». Отец Ван Занта, Лейси, также вспоминал: «Он говорил мне много раз: Папа, в 30 лет меня уже не будет. Я сказал: Зачем ты говоришь мне эту дрянь? И он ответил: Отец, это мой предел.»
Младший брат Ван Занта, Джонни, занял его место вокалиста, когда группа воссоединилась в 1987 году. Впрочем, по утверждению Гарри Россингтона, из-за болей в горле Ронни подумывал в скором времени передать место вокалиста Джонни и стать менеджером Skynyrd, продолжая сочинять песни.
Прах Ронни был погребён в Ориндж-Парк (Флорида), в 1977 году, но был перенесен после того, как 29 июня 2000 года неизвестные вандалы проникли в склеп, извлекли оттуда урну с прахом и бросили её на землю. При этом, сам мемориал в Ориндж-Парк был сохранён, чтобы поклонники могли его посещать. Ван Зант был перезахоронен в Риверсайде (Мемориальный парк в Джексонвилле), рядом с могилой своих родителей.

### Личная жизнь
2 января 1967 года Ван Зант женился на Надин Инско. В 1968 году у них родилась дочь, Тэмми, однако в 1969 году пара развелась. 18 ноября 1972 году, он женился на Джуди Дженнесс, с которой его познакомил Гари Россингтон в 1969 году. Этот брак продлился вплоть до смерти Ван Занта в 1977 году. В 1976 году Джуди родила дочь Мелоди.
Ван Зант увлекался бейсболом и был фанатом команд «Нью-Йорк Янкис» и «Чикаго Уайт Сокс». Также он с детства любил рыбалку. Впоследствии это хобби помогало ему отстраниться от свалившейся на группу славы.

#### Скандалы и проблемы с законом
За время гастролей Ван Зандта неоднократно арестовывали за пьяные скандалы. Так, в 1975 году Ронни арестовали в Нашвилльском отеле за вышвыривание из окна пятого этажа дубового стола, угодившего в британскую пивную, располагавшуюся под окном. В пьяном состоянии вокалист периодически дрался с участниками группы; по воспоминаниям Гэри Россингтона, после рождения дочери Ван Зандт стал особенно неуправляем, и как минимум с Гэри у него было 6 «действительно серьёзных» потасовок, а однажды он едва не выбросил техника группы из летящего самолёта.

## Дискография
- (Pronounced 'Lĕh-'nérd 'Skin-'nérd) (1973)
- Second Helping (1974)
- Nuthin' Fancy (1975)
- Gimme Back My Bullets (1976)
- Street Survivors (1977)
- Skynyrd's First and... Last (1978)
- Legend (1987)